# Giulio D'Alì Staiti
Giulio D'Alì Staiti (Trapani, 27 agosto 1864 – Roma, 4 settembre 1905) è stato un imprenditore e politico italiano.

## Biografia
Figlio di Giacomo d'Alì e di Giuseppa Staiti. Imprenditore, fu sindaco di Trapani dal 1896 al 1899 e dal 1904 al 1905 . A lui si deve lo sviluppo urbanistico della città. Nel 1895 divenne presidente della Banca Sicula  .
Morì improvvisamente a 41 anni.